# Timo Dillner
Timo Dillner (* 20. Dezember 1966 in Wismar) ist ein deutscher Künstler und Schriftsteller.

## Leben
Timo Dillner kam 1975 nach Cottbus. Nach dem Abitur studierte er Pädagogik, Kunst und Germanistik an der Ernst-Moritz-Arndt-Universität Greifswald. Von 1989 bis 1998 arbeitete er als Assistent in den Brandenburgischen Kunstsammlungen Cottbus. Seitdem lebt er als Bildender Künstler und Autor in Portugal.

## Wirken
Parallel zu seiner künstlerischen und schriftstellerischen Tätigkeit widmete Dillner sich seit 2004 der Beantwortung der Frage „Was ist Kunst?“ und veröffentlichte 2007 das Essay „Kunst = [ist gleich]“, in dem er eine eindeutige Definition und übergreifende Formel des Begriffes Kunst versuchte. Den daraus von ihm entwickelten eigenen Kunststil stellte er 2012 mit dem 1. Buch der Katalog-Serie „Der Poetische Contineralismus“ vor.
- 2012 Personalausstellung "Der Poetische Contineralismus", Casa Manuel Texeira Gomes in Portimão
- 2012 Personalausstellung “Grafische Arbeiten - Der Poetische Contineralismus”, im Museu de Alhandra, Vila Franca de Xira,
- 2013 Personalausstellung “Neue Häfen - Der Poetische Contineralismus”, städtischen Galerie “Das Baumhaus am Alten Hafen” in Wismar,
- 2015 Personalausstellung "Neue Welten - Der Poetische Contineralismus", im Museu de Portimão,
- 2016 Personalausstellung “Fundstücke - Der Poetische Contineralismus”, im Museu Municipal Dr. José Formosinho (Lagos),
- 2017 Personalausstellung “Neue Horizonte - Der Poetische Contineralismus”, im Centro Cultural de Lagos.

Dillners Wirken fand in Publikationen sowohl durch die Stadtverwaltungen von Lagos, Vila Franca de Xira, Wismar und Portimão Anerkennung als auch durch den Präsidenten der Deutsch-Portugiesischen Gesellschaft, Harald Heinke (Vorwort im Buch “Der Poetische Contineralismus - Gemälde und Gedichte”); durch die Leiterin der Sprachabteilung des Goethe-Instituts Lissabon, Dorothea Klenke-Gerdes (Nachwort im Buch “Timo Dillner. Não farás para ti imagem. Du sollst dir kein Bild machen”) und den Portugiesischen Botschafter in Berlin, S.E. Luís de Almeida Sampaio (Geleitwort zum Buch “Der Poetische Contineralismus - Neue Welten”).2016 förderte das Kulturministerium der Portugiesischen Republik Dillners Filmprojekt über Heinrich den Seefahrer “Aufbeschworen/ Vocado”, und 2017 wurde das Gemälde “Der Traum” im Rahmen der Feierlichkeiten zum 87-jährigen Bestehen in die ständige Sammlung des Lagoser Stadtmuseums aufgenommen.

### Ausstellungen nach 2017 (Auswahl)
- 2019 Personalausstellung "Handgepäck - Der Poetische Contineralismus", Museu Municipal de Faro,
- 2022 Gruppenausstellung "Lagoser LocalArt" CCL, Erster Preis für das Gemälde "Entlarvt",
- 2023 Personalausstellung "Observações/ Beobachtungen - Der Poetische Contineralismus" Galeria Municipal Centro de Interpretação de Vila do Bispo,
- 2024 Gruppenausstellung "Lagoser LocalArt" CCL, Zweiter Preis für das Gemälde "Quo vadis, Europa"

### Projekte
- Kurt und der Verzauberer/ André e o Alquimista
  - Realisierung 2007–2008
  - Idee: BuHch Kunst & Literatur
  - Ziel: Sensibilisierung von Kindern für die Problematik des Umweltschutzes unter gleichzeitiger Anregung internationalen Austausch und lebendiger Zusammenarbeit
  - Unterstützung: Schulen und Lehrer in Portugal und Deutschland
  - Umsetzung ISBN 978-989-8161-02-4, ISBN 978-989-8161-01-7

- Das Jahrhundertkunstwerk
  - Realisierung 2006–2008
  - Idee: BuHch Kunst & Literatur
  - Ziel: Enthüllende Aufzeichnungen der Diskrepanz zwischen einem Kunstwerk und den Möglichkeiten seiner wissenschaftlichen Auslegung
  - Umsetzung: www.dasjahrhundertkunstwerk.de, ISBN 978-989-8161-12-3

- Vocado-Henrique, o Navegador / Aufbeschworen - Heinrich, der Seefahrer
  - Realisierung 2011–2016
  - Idee: BuHch Kunst & Literatur
  - Ziel: Die als Wegbereiter der Globalisierung bedeutende historische Figur, Heinrich der Seefahrer, wird in die heutige Zeit versetzt, um als aufnehmende und reflektierende Gestalt seine ursprüngliche Intentionen mit den Tatsachen der Gegenwart vergleichen.
  - Unterstützung: Direcção Regionalde Cultura do Algarve, Portugiesischen Kulturministerium
  - Umsetzung: Video-DVD deutsch/ portugiesisch, ISBN 978-989-8161-29-1

- The Great Conquistadore – Eine Wanderausstellungs
  - Realisierung: seit 2020
  - Idee: BuHch Kunst & Literatur
  - Ziel: Ausstellung wandernder Gemälde
  - Umsetzung: www.thegreatconquistadores.com

## Werke
- Sabine Dillner, Timo Dillner: Hexilon. Das verzauberte Buch. Ueberreuter, Wien 2003, ISBN 3-8000-5014-5.
- Sabine Dillner, Timo Dillner: Hexilon. Der böse Atem. Ueberreuter, Wien 2003, ISBN 3-8000-5049-8.
- Gemälde und Gedichte. BuHch-Edition, Lagos 2004, ISBN 978-989-8161-04-8.  107 S., deutsch/portugiesisch.
- Der Angeber … und andere Gereimtheiten” . BuHch-Edition, Lagos 2005, ISBN 978-989-8161-05-5. 60 S.
- Kunst = [ist gleich]. BuHch-Edition, Lagos 2007, ISBN 978-989-8161-03-1. 26 S.
- Der Strand … und andere Legenden von der Algarve. BuHch-Edition, Lagos 2007, ISBN 978-989-8161-07-9. 32 S.
- A Praia ...e outras lendas do Algarve, BuHch-Edition, Lagos 2007, ISBN 978-989-8161-06-2, portugiesisch.
- The Beach... and other legends of the Algarve, BuHch-Edition,Lagos 2007, ISBN 978-989-8161-08-6, englisch.
- Der Tod des Königs. BuHch-Edition, Lagos 2008, ISBN 978-989-8161-00-0.
- "Das Jahrhundertkunstwerk", BuHch-Edition, Lagos 2008, ISBN 978-989-8161-12-3., limitierte Auflage, deutsch
- Arte = [é igual]. BuHch-Edition Lagos 2009, ISBN 978-989-8161-15-4, portugiesisch
- Timo Dillner. Não farás para ti imagem. Du sollst dir kein Bild machen. CCL, Lagos 2009, ISBN 978-989-95020-7-9.    deutsch/portugiesisch.
- Knopp und die Hexe vom Erlenbruch. BuHch-Edition, Lagos 2009, ISBN 978-989-8161-10-9. 114 S.
- Kurt und der Verzauberer. BuHch-Edition, Lagos 2008, ISBN 978-989-8161-02-4. 68 S.
- André e o Alquimista. BuHch-Edition, Lagos 2008, ISBN 978-989-8161-01-7. 68 S.,  portugiesisch
- Der Poetische Contineralismus/Gemälde und Gedichte, BuHch-Edition, Lagos 2012, ISBN 978-989-8161-22-2. 44 S., deutsch/portugiesisch.
- Der Poetische Contineralismus/Neue Häfen,portos novos, BuHch-Edition, Lagos 2013, ISBN 978-989-8161-23-9. 44 S., deutsch/portugiesisch.
- Der Drache von Sagres. BuHch-Edition, Lagos 2015, ISBN 978-989-8161-24-6., deutsch.
- O dragão de Sagres. BuHch-Edition, Lagos 2015, ISBN 978-989-8161-25-3., portugiesisch.
- The Dragon of Sagres. BuHch-Edition, Lagos 2015, ISBN 978-989-8161-26-0., englisch.
- Der Poetische Contineralismus/Neue Welten. mundos novos, Lagos 2015, ISBN 978-989-8161-27-7. 44 S., deutsch/portugiesisch
- Vocado - Henrique, o navegador/ Aufbeschworen - Heinrich der Seefahrer. Video-DVD, BuHch-Edition, Lagos 2016, ISBN 978-989-8161-29-1., deutsch/portugiesisch.
- Der Poetische Contineralismus - Neue Horizonte/ Horizontes novos. Câmara Municipal de Lagos, 2017, ISBN 978-989-95020-9-3., deutsch/portugiesisch
- Handgepäck/ Bagagem De Mão. BuHch-Edition, 2019, ISBN 978-989-8161-30-7, deutsch/ portugiesisch
- Timo Dillner procurando palavras para Lagos. BuHch-Edition, 2020, ISBN 978-989-8161-31-4, portugiesisch
- Kunst=(ist gleich). aktuell, BuHch-Edition, 2020, ISBN 978-989-8161-32-1, deutsch
- Der Poetische Contineralismus/ Observações,Beobachtungen. BuHch-Edition, 2023, ISBN 978-989-8161-34-5, deutsch/portugiesisch